# یواس‌اس لینکس (اس‌پی-۲)
یواس‌اس لینکس (اس‌پی-۲) (به انگلیسی: USS Lynx (SP-2)) یک کشتی بود که طول آن ۴۵ فوت ۰ اینچ (۱۳٫۷۲ متر) بود. این کشتی در سال ۱۹۱۶ ساخته شد.